# Orthonectida
Los ortonéctidos (Orthonectida del griego orthós, “recto” y nectós, “nadar”, “que nada recto”) son organismos considerados un tipo especializado de Mesozoa y se consideran los únicos representantes de dicha rama. Son un pequeño grupo de animales parásitos marinos, que se encuentran en moluscos, equinodermos, entre otros. Este grupo cuenta con aproximadamente 23 especies, en cuatro géneros conocidos y la especie Rhopalura ophiocomae es la más conocida. Al inicio se consideró el filo una clase y se incluía en Mesozoa y además, se incluyen algunos de los animales pluricelulares más simples.
Los análisis moleculares recientes han descubierto que los ortonéctidos son anélidos altamente simplificados ya que se situarían dentro de estos como grupo hermano de Pleistoannelida. Los ortonéctidos comparten con los anélidos ciertas características morfológicas: la presencia de la cutícula microvillar, los músculos metaméricos, la gonocoria y el ganglio dorsal en especímenes adultos. El estilo de vida parasitario de los ortonéctidos habrían llevado a la pérdida completa de la cavidad celómica, la pared de las gónadas, las gónadas, el sistema gastral, la nefridia, la larva trocófora y la escisión en espiral. Los análisis morfológicos han sugerido que probablemente deriven de poliquetos del clado Sedentaria, sin embargo los análisis genéticos no han podido colocar a los ortonéctidos con los sedentarios debido a la alta tasa de evolución genética que presentan estos animales lo que produce errores en el parentesco.

## Historia y descubrimiento
El primer hallazgo de Orthonectida fue realizado por Wilhelm Keferstein en 1868 en la planaria Leptoplana tremellaris. Más tarde, se encontraron ortonéctidos en nemertinos (1874) y en ofiuroideos (1877). El último hallazgo fue hecho por el zoólogo francés Alfred Giard, quien se encargó de describir y estudiar en detalle las muestras de parásitos encontradas en nemertinos. Este grupo de organismos fue asignado a una nueva clase denominada Orthonectida debido a la naturaleza de su locomoción (sin girar alrededor de un eje). Sin embargo, posteriormente se demostró que los ortonéctidos giran al nadar en sentido contrario a las agujas del reloj. Se descubrieron más especímenes en poliquetos, bivalvos, gasterópodos y otros invertebrados.

## Características
Se considera que estos parásitos, no poseen sistema muscular y esto lo han considerado diferentes autores, con estudios realizados de microscopía electrónica, se ha logrado observar células contráctiles, que hacen las veces de sistema muscular en estos animales.

## Ciclo biológico

Ciclo biológico de los ortonéctidos: 1) plasmodio 2-3) las células plasmodiales dan lugar a adultos con capacidad sexual, 4) adultos en unión sexual, 5) larva.

El ciclo vital de estos animales está conformado por organismos asexuales, que por lo general presentan formas ameboides o como una célula con muchos núcleos; estas formas se conocen como estados plasmodiales.  Los estados plasmodiales se producen mediante el proceso de fragmentación y a esto se le suma una cantidad de masas sincitiales, que son las células con muchos núcleos. Algunos de los núcleos del plasmodio son una especie de gametos que se agrupan y se alejan de manera intermitente y cada uno se lleva una pequeña porción del citoplasma. De esta manera, los núcleos que llevan a cabo el aislamiento se convierten en nuevos organismos asexuales al segmentarse. Cuando se lleva a cabo este ciclo, en la mayoría de especies, se da origen solo a machos o solo a hembras. Sin embargo, en algunas especies pertenecientes a este filo, se da origen a organismos de ambos sexos, desde el mismo plasmodio. Cada uno de estos organismos, se encuentra conformado por una capa externa de células con cilios y una masa interna llena de núcleos. Cuando se encuentran en la etapa madura, se alejan del plasmodio del cual provienen y también del hospedero, para ser de vida libre por una temporada.

## Reproducción
Aunque por lo general se originan de manera asexual, los organismos con sexos opuestos, tienen otro medio de generar nuevos individuos, el macho se fija a la hembra y le transfiere su esperma mediante un pequeño poro que posee la hembra. Posteriormente, los espermatozoides se unen con los óvulos para formar los cigotos, que luego se convertirán en larvas ciliadas, para alejarse del cuerpo de la hembra progenitora y conseguir su propio hospedero. Cuando logra parasitar, pierde sus cilios y se forma un nuevo plasmodio.